# Ржевуский, Адам Адамович
Граф Адам Адамович Ржевуский (1801—1888, поместье Верховня, Киевская губерния) — русский генерал из польского рода Ржевуских, участник Крымской войны, владелец усадеб Верховня и Погребище.
Родной брат Каролины Собаньской, Эвелины Ганской, Генриха Ржевуского, отец писательницы Екатерины Радзивилл.

## Биография
Родился в семье действительного статского советника (впоследствии сенатора) Адама Станиславовича, образование получил в Вене, где окончил курс в Инженерной Академии. Вернувшись в Россию, он 14 июля 1821 г. поступил юнкером в 1-й Украинский уланский полк, 10 ноября того же года был произведён в корнеты, в апреле 1826 г. произведён в поручики, с назначением к командиру бывшего 3-го резервного кавалерийского корпуса генералу от кавалерии Витту, через несколько месяцев переведён в лейб-гвардии Уланский полк, причём по-прежнему оставлен был адъютантом генерала Витта.
С началом Турецкой войны 1828—1829 гг. ему пришлось принять в ней участие. Первое время он находился при осаде Браилова, после же переправы русских войск через Дунай он участвовал почти во всех более или менее серьёзных сражениях. За свои отличия при осаде Браилова он был награждён, 17 июня 1828 г., орденом св. Анны 3-й степени. Сражения при занятии Базарджика и особенно под Варной прошли для него не так благополучно, как осада Браилова: 3 июля 1828 года он получил сильную контузию ядром и рану пулей в левую ногу выше колена. За оказанное в этих делах примерное мужество и храбрость А. А. Ржевуский сначала (26 декабря 1828 г.) был награждён орденом св. Владимира 4-й степени с бантом, а потом (8 февраля следующего года) ему был пожалован бант к ордену св. Анны 3-й степени; в апреле же этого года он произведён в штабс-ротмистры.
Вскоре началась Польская война; Ржевуский, несмотря на своё польское происхождение, остался верен русскому Императору и принимал самое деятельное участие в подавлении польского восстания. Прикомандированный к главнокомандующему русской армией графу Дибичу-Забалканскому, он неоднократно и весьма удачно исполнял возлагавшиеся на него графом поручения, часто довольно трудные, и за одно из них был 28 мая 1831 г. награждён золотой саблей с надписью «за храбрость», а за отличие в Гроховском и других сражениях получил орден св. Анны 2-й степени (в августе того же года) и польский знак отличия за военное достоинство 4-й степени. В феврале 1831 г. граф Ржевуский был произведён в ротмистры и по окончании польской кампании продолжал числиться в лейб-гвардии Уланском полку, причём оставался адъютантом при командире 3-го резервного кавалерийского корпуса до 6 декабря 1833 г., когда был назначен флигель-адъютантом к Его Императорскому Величеству, а через три месяца переведен в Ахтырский гусарский полк подполковником, с оставлением в звании флигель-адъютанта.
25 июня 1834 г. граф Ржевуский был произведён в полковники и вскоре получил в командование Малороссийский кирасирский (впоследствии драгунский) полк. 11 ноября следующего года он был награждён орденом св. Владимира 3-й степени и в том же году — прусским орденом Красного креста той же 3-й степени, а в октябре — орденом св. Станислава 2-й степени.
При самом начале командования Малороссийским кирасирским принца Альберта Прусского полком с графом Ржевуским случилась неприятность, едва не повлёкшая печальных последствий для будущей его службы: при переходе кирасирского полка в 1835 г. в город Калиш на манёвры, нижние чины этого полка вымогали от жителей города Дубно пищу, а если же кто отказывал им в этом, то побоями принуждали, вместо пищи, давать деньги; при этом один из унтер-офицеров полка нанёс хозяину своей квартиры такие тяжкие побои, что тот на пятый день после этого умер. Жители Дубно принесли жалобу на насилия чинов полка, и началось дело, длившееся около четырёх лет. В виду предстоявшего неблагоприятного исхода граф А. А. Ржевуский просил об увольнении его в продолжительный отпуск; просьба его была исполнена, и, сдав полк, он был отчислен 1 января 1839 г. по кавалерии, с оставлением, однако, в звании флигель-адъютанта. В октябре же 1839 г., по всеподданнейшему докладу генерал-аудиториата о следствии по жалобе жителей города Дубно, последовало Высочайшее повеление: «Флигель-адъютанта полковника графа Ржевуского, за допущенные непростительные беспорядки, арестовать домашним арестом на трое суток, с объявлением, что единственно во уважение прежней и нынешней отличной службы строже не наказывается».
По возвращении из отпуска он был назначен состоять при особе Его Императорского Величества. В 1841 г. был награждён орденом св. Георгия 4-й степени за 25 лет службы в офицерских чинах. Вскоре граф Ржевуский, по случаю вступления на престол султана Абдул-Меджида, был послан для принесения ему поздравления в Константинополь, а по возвращении оттуда снова был назначен состоять при особе Его Императорского Величества и 10 октября 1843 г. был произведён в генерал-майоры с назначением в свиту Его Величества. Состоя в свите Государя, граф Ржевуский неоднократно исполнял возлагавшиеся на него как серьёзные, так и почётные поручения, за исполнение которых был награждён в 1847 г. орденом св. Станислава 1-й степени; 3 апреля 1849 г. был назначен генерал-адъютантом к Его Императорскому Величеству. В это время получилось известие, что Гёргей положил, наконец, оружие перед русскими войсками. Государь с своей свитой находился в Варшаве. Для объявления этой радостной вести жителям столиц были посланы генерал-адъютанты, причём в Москву был послан граф Ржевуский. Обрадованные москвичи поднесли ему за это золотой кубок. В 1852 г. был награждён орденом св. Анны 1-й степени.

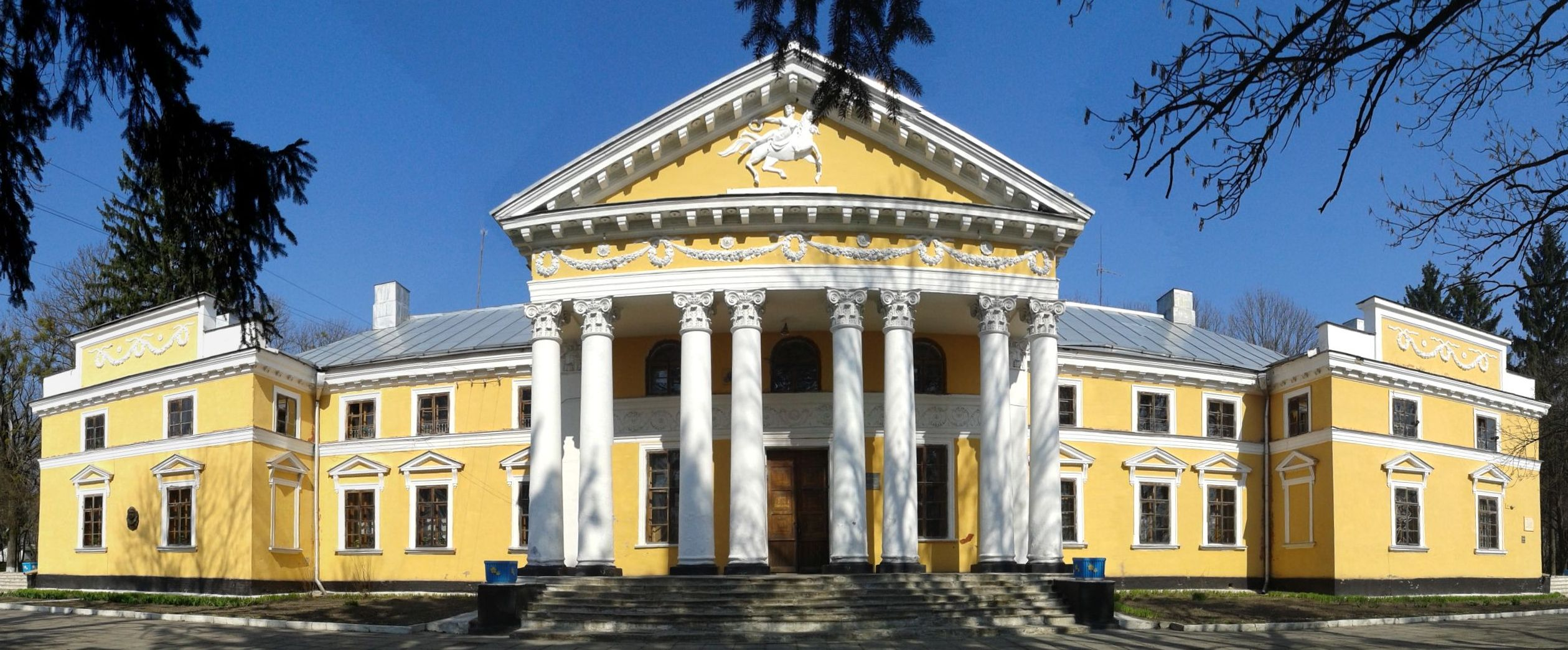
Верховня, усадьба А. А. Ржевуского

Когда началась Восточная война 1854—1856 гг. и союзная эскадра появилась у берегов Кронштадтского порта, Петербург был объявлен на военном положении, причём разделён на несколько участков, подчинённых ведению военных губернаторов; одним из таких военных губернаторов, заведывавшим 4-й Адмиралтейской и Нарвской городскими частями, был назначен граф Ржевуский. 17 апреля 1855 г. он был произведён в генерал-лейтенанты и вслед за тем командирован в Крым. Прибыв туда, он был назначен начальником Евпаторийского отряда. С этим отрядом ему пришлось участвовать в нескольких сражениях с англичанами и французами, причём он показал себя не только храбрым офицером, но и дельным генералом, знающим не одну только теорию тактики, а умеющим и на поле сражения распорядиться и поставить свой отряд в наиболее выгодные условия.
20 января 1856 г. граф А. А. Ржевуский был назначен начальником бывшей драгунской дивизии, которой, впрочем, командовал недолго, так как в июне того же года уже получил новое назначение — на пост командира 6-й кавалерийской дивизии. Но и этой дивизией командовал он тоже очень недолго и в сентябре 1856 г. был отчислен от должности и снова назначен в свиту Его Императорского Величества. В следующем году он принимал участие в Комитете по изысканию способов ремонтирования кавалерии, 13 апреля опять был назначен начальником одной из кавалерийских дивизий, которой на этот раз командовал уже более трех лет. В 1859 г. получил орден св. Владимира 2-й степени, в 1861 г. — орден Белого Орла. В ноябре 1862 г. граф А. А. Ржевуский, по Высочайшему повелению, был назначен временно командующим войсками Киевского военного округа, на этом посту был удостоен ордена св. Александра Невского (в 1863 г.). 27 марта 1866 г. произведён был в генералы от кавалерии и вслед за тем назначен членом Александровского Комитета о раненых. Спустя несколько лет, он был зачислен в сословие Войска Донского. В 1884 г. был награждён орденом св. Владимира 1-й степени.
Ржевуский скончался 17 апреля 1888 г., в своём поместье Верховня, Киевской губернии; погребён в фамильном имении Погребище. Был трижды женат.

## Семья

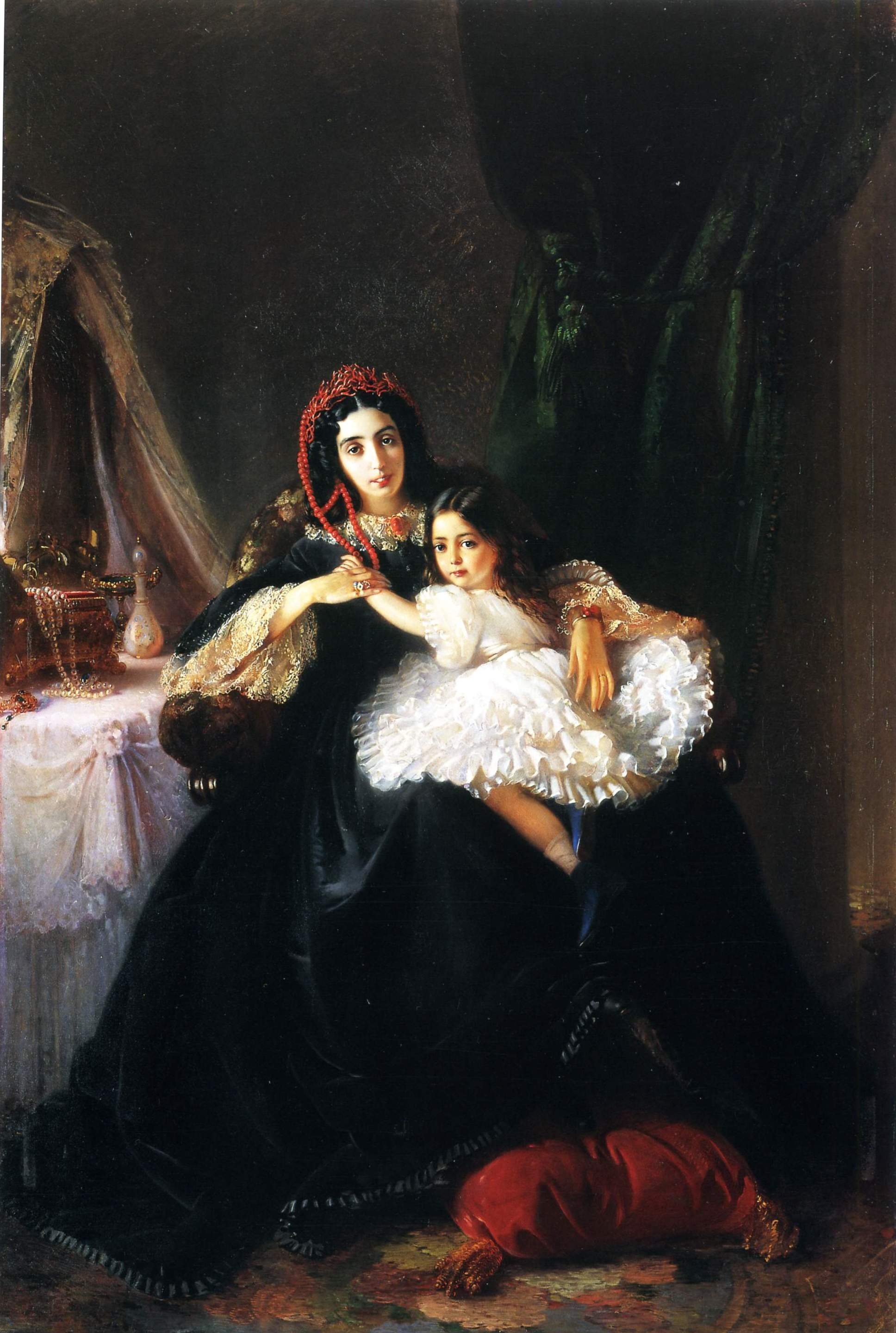
Анна Дмитриевна Ржевуская с дочерью на портрете К. Маковского

Первой женой графа Ржевуского была Александра Петровна Жеребцова (1788—1852), дочь князя П. В. Лопухина и вдова генерал-майора А. А. Жеребцова. Благодаря этому браку Ржевуский сделал блестящую карьеру и занял прочное положение в петербургском свете. По отзывам современников, Александра Петровна была женщиной умной и красивой, и, если верить письмам княгини Ливен, в 1816 году была фавориткой императора Александра I. В браке с Ржевуским имела дочь, умершую во младенчестве. Её дочь от первого брака Ольга была замужем за графом А. Ф. Орловым. Скончалась 15 февраля 1852 года в Петербурге и была похоронена на кладбище Императорского Фарфорового завода в церкви Преображения Господня.
Овдовев, граф Ржевуский, вероятно для восстановления равновесия, хотел жениться на совершенно юной девице Молодецкой, но раздумал и получил от неё своё слово обратно, чем, по словам Дубельта, показал всё легкомыслие своего характера. Вскоре, 22 сентября 1853 года в Штутгарте он женился на фрейлине Анне Дмитриевне Дашковой (09.08.1831—23.03.1858), дочери генерал-прокурора Д. В. Дашкова. По отзыву современников, она была очень красива, высоко добродетельна, религиозна и богата, и, несмотря на большую разницу в годах с мужем, была в него влюблена. Умерла при родах дочери Екатерины (1858—1941). Похоронена на кладбище в Александро-Невской лавре.
Третьим браком Ржевуский женился в 1860 году на Ядвиге Фёдоровне Ячевской'' (1843—1889), дочери Теодора Ячевского от брака с Ядвигой Езерской. Получила хорошее образование под руководством своего дяди Михаила Езерского. Благотворительница и писательница. На основании изучения семейных архивов под псевдонимом Луи Питер Лелива опубликовала несколько книг, одна из них монографическая биография Яна Собеского. В браке имела трёх сыновей: Станислава (1864—1913; литератор и драматург), Адама Витольда (1869—1939; литератор и известный крупный карточный игрок) и Леона (1871—1926).

## Награды
- Орден Святой Анны 3-й ст. с бантом (1828)
- Орден Святого Владимира 4-й ст. с бантом (1828)
- Золотое оружие «За храбрость» (1831)
- Орден Святой Анны 2-й ст. (1831)
- Польский знак отличия за военное достоинство 4-й ст. (1831)
- Орден Святого Станислава 2-й ст. (1835)
- Орден Святого Владимира 3-й ст. (1835)
- Орден Святого Георгия 4-й ст. за 25 лет выслуги (1841)
- Орден Святого Станислава 1-й ст. (1847)
- Орден Святой Анны 1-й ст. (1852)
- Орден Святого Владимира 2-й ст. (1859)
- Орден Белого орла (1861)
- Знак отличия беспорочной службы за XXX лет (1862)
- Орден Святого Александра Невского (1863)
- Орден Святого Владимира 1-й ст. (1884)

## Публикации
- Ржевуский А. А. 1845 год на Кавказе // Кавказский сборник. — 1882. — Т. 6.